# Serrat de l'Àliga (Eroles)
El Serrat de l'Àliga és una muntanya de 783,3 metres que es troba al municipi de Tremp, a la comarca del Pallars Jussà. És a l'antic municipi de Fígols de Tremp, a prop (al sud-oest) del poble d'Eroles, a molt poca distància (menys de 500 metres, en línia recta). En el vessant sud-est del serrat hi ha l'ermita de Sant Pere Màrtir. El Serrat de l'Àliga és un dels vessants nord-orientals del massís de Montllobar. De serrats de l'Àliga, n'hi ha dos, en aquest sector, i són bastant propers. L'altre és el serrat de l'Àliga que baixa de Montserbós cap al nord-oest, en direcció al barranc del Pont i la masia de la Roureda.